# Greg Rikaart
Greg Rikaart, właściwie Greg Andrew Rikaart (ur. 26 lutego 1977 w Staten Island, w stanie Nowy Jork, USA) – amerykański aktor telewizyjny i filmowy.

## Życiorys
Urodzony na nowojorskim Brooklynie, dorastał w Staten Island, w stanie Nowy Jork. 
W roku 1999 ukończył wyższe studia Villanova University w stanie Pensylwania. Ma siostrę, Keri.
W 2003 roku podpisał kontrakt na dziesięć odcinków w operze mydlanej CBS Żar młodości (The Young and the Restless). Jednak odgrywana przez niego postać Kevina Fishera spodobała się telewidzom i jego kontrakt został przedłużony. Rola ta przyniosła mu w roku 2005 nagrodę Daytime Emmy i nominację do Soap Opera Digest Award.
Zamieszkał w Los Angeles.

## Filmografia

### Filmy kinowe
- 2003: X-Men 2 (X2) jako Nastolatek z muzeum
- 2003: Przegrane życie (Prey for Rock & Roll) jako Scott
- 2003: Fake Stacy jako Josh Patterson
- 2005: Wannabe jako Trevor FYI

### Seriale TV
- 1999: Felicity jako student sztuki
- 2000: Strong Medicine jako Traylor
- 2000: Kochane kłopoty (Gilmore Girls) jako Dzieciak
- 2001: Uziemieni (Grounded for Life) jako Jason
- 2001: Żarty na bok (That's Life) jako kelner
- 2001: As If jako Josh
- 2002–2003: Jezioro marzeń (Dawson's Creek) jako David
- 2003–2009: Żar młodości (The Young and the Restless) jako Kevin Fisher
- 2005: Podkomisarz Brenda Johnson (The Closer) jako Craig Sherman
- 2007: CSI: Kryminalne zagadki Miami (CSI: Miami) jako Scott LeBrock
- 2008: Imaginary Bitches jako Mark